# 布勒傑什蒂鄉 (巴克烏縣)
46°41′N 26°39′E / 46.683°N 26.650°E
布勒傑什蒂鄉（羅馬尼亞語：Comuna Blăgești, Bacău），是羅馬尼亞的鄉份，位於該國東北部，由巴克烏縣負責管轄，面積96平方公里，海拔高度224米，2007年人口7,303，人口密度每平方公里76人。